# Профа
Профа (шп. Franco Buenaventura, el profe) аргентинска је хумористичка теленовела, продукцијске куће Telefe, снимана 2002.
У Србији је приказивана током 2008. и 2009. на локалним телевизијама.

## Синопсис
Професор дању, стрипер ноћу, Франко Буенавентура је професор у души, љубитељ танга и балета, који се после много година враћа предавању у школи коју је напустио због љубавног скандала са једном од својих ученица.
Франко је професор који је у вези, истовремено заснованој на љубави и мржњи, са Емом, директорком школе у којој предаје. Он је и врстан плесач и даје часове танга у клубу који његова мајка једва успева да одржи. Франко има осамнаестогодишњег сина из скандалозне везе коју је имао са Лусијом, што га је приморало да престане да предаје на неколико година.
Много година касније, Лусија почиње да ради у ресторану у истој школи и њих двоје се поново срећу. Да би помогао својој мајки, Франко је приморан да постане стриптиз играч који се крије иза маске. Тако Франко ради као професор дању, а стрипер ноћу. Поврх свега тога, у школи Франко има Лусију, у коју се поново заљубљује, Лолу, професорку са којом се виђао и од које сада покушава да се удаљи и Ему, која се заноси мистериозним стриптиз играчем, и… наравно, ниједна од њих не зна за постојање оне друге.

## Улоге
| Глумац:              | Улога:                         |
| -------------------- | ------------------------------ |
| Освалдо Лапорт       | Франко Буенавентура            |
| Карина Зампини       | Лусија Ледесма де Чаморо       |
| Вивијана Сакони      | Ема Гонзалез Мерканте          |
| Селесте Сид          | Каролина Пења                  |
| Себастијан Естеванез | Игнасио Рене Начо Буенавентура |
| Густаво Гарзон       | Хулио Чаморо                   |
| Роберто Карнаги      | Октавио Буенавентура Антонио   |
| Норма Понс           | Нина Буенавентура              |
| Раул Лавије          | Рамон Буенавентура             |
| Томас Фонзи          | Дијего Буенавентура            |
| Патрисија Ечегојен   | Лаура Пења                     |
| Сусана Лантери       | Фелиситас Гонзалез Мерканте    |
| Роли Серано          | Ернан Либонати Панса           |
| Хуан Понсе де Леон   | Себастијан Арегуи              |
| Викторија Онето      | Долорес Лола Бермехо           |
| Едуардо Бланко       | Омар Пена                      |
| Моника Ајос          | Грета                          |
| Ени Трајлес          | Маргарита                      |
| Анита Мартинез       | Флоренсија                     |
| Оскар Алегре         | Косме                          |
| Езекјел Кастањо      | Агустин Марзоа                 |
| Хулијета Пранди      | Ромина Гонзалез                |
| Марија Уседо         | Гладис Либонати                |
| Андреа Галанте       | Паула Либонати                 |
| Викторија Раух       | Луна Марељи                    |
| Камила Фјарди        | Маца Малена Чаморо Ледесма     |
| Дебора Варен         | Пилар                          |
| Грасијела Пал        | Хасинта                        |
| Мигел Абуд           | Андреа Гаљардо                 |
| Хое Аријас           | Лусијано                       |
| Фабио Асте           | Ваљехо                         |
| Марта Бетолди        | Адријана                       |
| Рамиро Блас          | Дионисио                       |
| Ектор Калоре         | Ренсо                          |
| Фаусто Кољадо        | др Чавез                       |
| Адријано Корнаглија  | Ектор                          |
| Моника Кортез Нуњез  | Кандела                        |
| Данијел ди Бијасе    | Каранза                        |
| Химена Фаси          | Марсела Бенитез Хулија         |
| Ерика Гарсија        | Хисела                         |
| Хулио Гини           | отац Клементино                |
| Дијего Хараз         | Диди                           |
| Ернесто Ларесе       | др Аријел Дијаз                |
| Дарио Лопилато       | Руло                           |
| Хосе Марија Лопез    | Битербо                        |
| Едгардо Мореира      | Вили Грин                      |
| Маријана Промел      | Алисија Виљалба                |
| Роло Пуенте          | Али                            |
| Валтер Кироз         | Мартин Ледесма                 |
| Пабло Разук          | Селсо                          |
| Ромина Ричи          | Јамиле                         |
| Педро Сегни          | Качо                           |
| Умберто Серано       | Анселмо Ледесма                |
| Мартин Слипак        | Демендије                      |
| Карлос Вебер         | Нунсио Гонзалез                |
| Уго Алварез          | Бермудез                       |